# オービスク峠
オービスク峠またはオビスク峠（Col d'Aubisque）は、フランス、ピレネー＝アトランティック県に位置する、ピレネー山脈にある峠。標高1709m。

## 概要
タルブとポー間、約30kmの道中にある峠で、例年、当年12月上旬から翌年5月上旬までは通行止め区間となっている。峠の南側には、標高2613mのジェル山頂(pic de Ger)がそびえる。
西側にあるラリュン(Laruns)起点の場合、水平換算距離16.6km、平均7.2％、最大10％の勾配で、標高差は1190m。東側にあるアルジュレ＝ガゾズ(Argelès-Gazost)起点の場合、水平換算距離30.1km、平均4.1％、最大8.5％の勾配で、標高差は1019mとなっている。
また、スキーなどのウインタースポーツ観光地としても有名。さらに後述するとおり、ツール・ド・フランスのピレネー山脈超えステージにおいて、定番の難所としてほぼ毎年コースに組み入れられている。

## ツール・ド・フランス
最初にコースに組み入れられたのは、ツール・ド・フランスに初めてピレネー山脈超えステージが設けられた1910年。最初の首位通過選手は、フランソワ・ラフルカド。以来、2010年まで実に71回の実績を誇る。内、3回は当峠がゴール地点となった。また、1985年は2回組み入れられた。
2012年の開催では、新城幸也が当峠を3位で通過した。

### 歴代首位通過選手

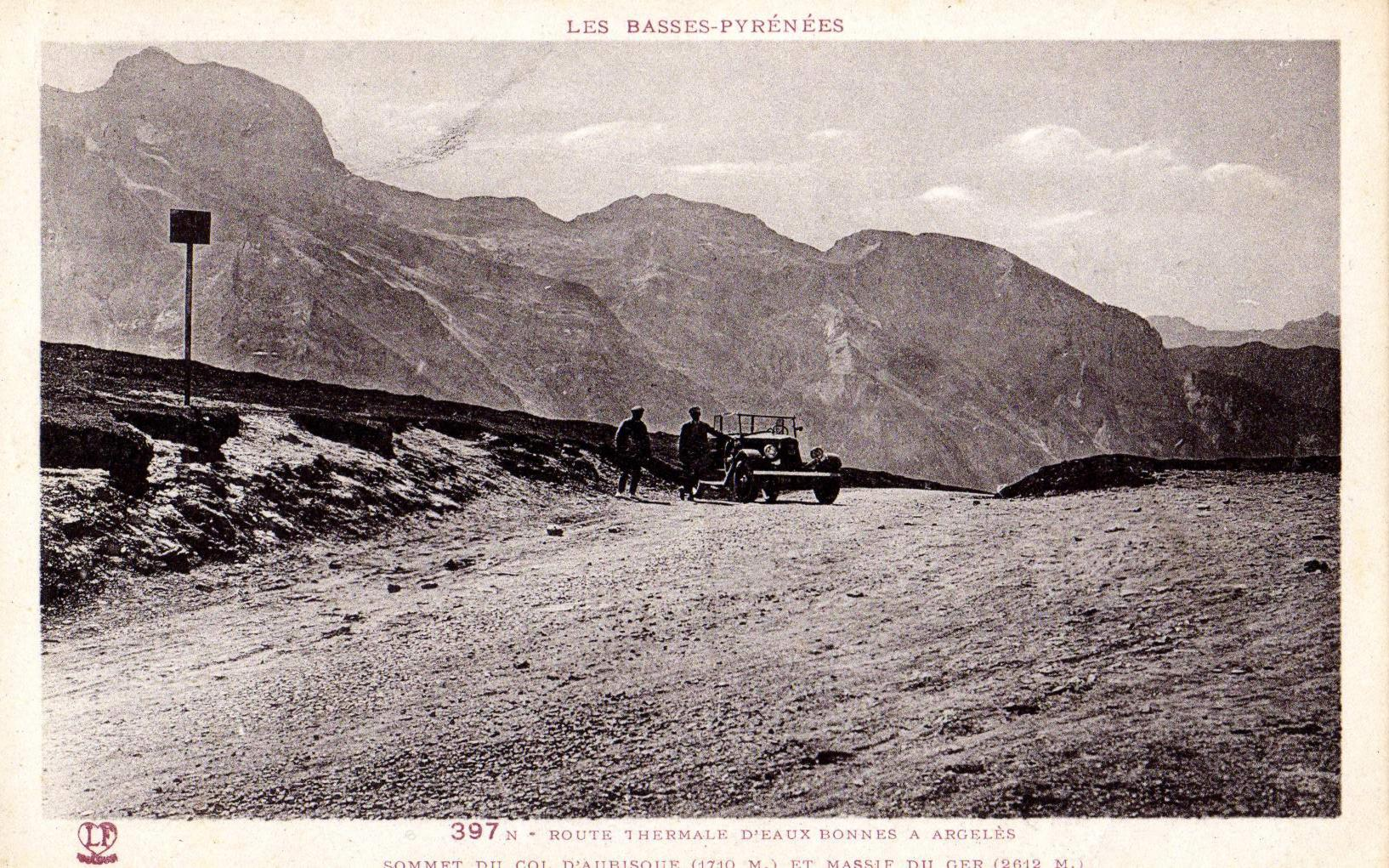
1910年のツール・ド・フランス

1947年以降。
| 年   | 区間 | カテゴリ | 首位通過選手                                   |
| ---- | ---- | -------- | ---------------------------------------------- |
| 2022 | 18   | HC       | ジュリオ・チッコーネ                           |
| 2018 | 19   | HC       | ラファウ・マイカ                               |
| 2012 | 16   | HC       | トマ・ヴォクレール                             |
| 2011 | 13   | HC       | ジェレミ・ロワイ                               |
| 2010 | 16   | HC       | クリストフ・モロー                             |
| 2005 | 16   | HC       | カデル・エヴァンス                             |
| 2002 | 11   | HC       | ローラン・ジャラベール                         |
| 2000 | 10   | 2        | ハビエル・オチョア                             |
| 1999 | 16   | 1        | アルベルト・エッリ                             |
| 1998 | 10   | HC       | セドリック・ヴァスール                         |
| 1996 | 17   | 1        | ネイル・ステフェンス                           |
| 1995 | 16   | 2        | 順位不問（ファビオ・カサルテッリ追悼ステージ） |
| 1993 | 17   | 1        | クラウディオ・キアプッチ                       |
| 1991 | 13   | HC       | ギド・ヴィンターベルク                         |
| 1990 | 17   | HC       | オスカル・バルガス                             |
| 1989 | 9    | HC       | ミゲル・インドゥライン                         |
| 1987 | 14   | HC       | ティエリー・クラヴェイローラ                   |
| 1985 | 18b  | HC       | レイネル・モントヤ                             |
| 1983 | 10   | HC       | ルシアン・ファンインプ                         |
| 1982 | 12   | 1        | ビート・ブロイ                                 |
| 1980 | 13   | HC       | モリス・ル・ギユー                             |
| 1977 | 2    | 1        | ハニー・クイパー                               |
| 1976 | 15   | 1        | ウラディミロ・パニッツァ                       |
| 1972 | 7    | 1        | ウィルフリート・ダヴィト                       |
| 1971 | 16   | 1        | ベルナール・ラブルデット                       |
| 1970 | 19   | 1        | レイモン・ドリズル                             |
| 1969 | 17   | 1        | エディ・メルクス                               |
| 1968 | 12   | 1        | フリオ・ヒメネス                               |
| 1967 | 17   | 1        | ジャン＝クロード・テイーエル                   |
| 1966 | 10   | 1        | トマゾ・デ・プラ                               |
| 1965 | 9    | 1        | フリオ・ヒメネス                               |
| 1964 | 16   | 1        | フェデリコ・バーモンテス                       |
| 1963 | 10   | 1        | フェデリコ・バーモンテス                       |
| 1961 | 17   | 1        | エディ・パウウェルス                           |
| 1960 | 10   | 1        | グラツィアーノ・バッティスティーニ             |
| 1958 | 13   | 1        | フェデリコ・バーモンテス                       |
| 1957 | 18   | 1        | ジャン・ドット                                 |
| 1956 | 11   | 1        | ヴァランタン・ユオ                             |
| 1955 | 18   | 1        | シャルリー・ゴール                             |
| 1954 | 11   | 1        | フェデリコ・バーモンテス                       |
| 1953 | 10   | 1        | ヘスス・ロロニョ                               |
| 1952 | 18   | 1        | ファウスト・コッピ                             |
| 1951 | 13   | 1        | ラファエル・ジェミニアーニ                     |
| 1950 | 11   | 1        | ジャン・ロビック                               |
| 1949 | 11   | 1        | ファウスト・コッピ                             |
| 1948 | 7    | 1        | ベルナール・ゴティエ                           |
| 1947 | 15   | 1        | ジャン・ロビック                               |

### 当峠がゴール地点
2007年、当峠ゴールの第16ステージで優勝を果たし、総合優勝に大きく前進したはずのミカエル・ラスムッセンが、翌日、所属チームだったラボバンクから解雇されたことで、棄権を余儀なくされたシーンが思い出される。
| 年   | 区間 | 起点                     | 距離 (km) | カテゴリー | 区間優勝者               | マイヨ・ジョーヌ       |
| ---- | ---- | ------------------------ | --------- | ---------- | ------------------------ | ---------------------- |
| 2007 | 16   | オルテズ                 | 218.5     | HC         | ミカエル・ラスムッセン   | ミカエル・ラスムッセン |
| 1985 | 18a  | リュズ＝サン＝ソヴール   | 52.5      | 1          | ステファン・ロッシュ     | ベルナール・イノー     |
| 1971 | 16a  | バニェル＝ド＝リュション | 145       | 1          | ベルナール・ラブルデット | エディ・メルクス       |